# Ferruccio Barreca
Ferruccio Barreca (Roma, 6 marzo 1923 – Cagliari, 29 dicembre 1986) è stato un archeologo italiano, noto per le sue ricerche in Sardegna nell'ambito dell'archeologia fenicio-punica e tra i più attivi archeologi nell'isola durante il terzo quarto del secolo.

## Biografia
Laureato in Archeologia all'Università di Roma La Sapienza nel 1945, Ferruccio Barreca entra in funzione del Ministero della Pubblica Istruzione, Direzione Generale di Antichità e Belle Arti presso la Soprintendenza di Palermo, dove lavora fino al giugno 1949. Dopo quasi dieci anni di spostamenti tra le soprintendenze di diverse province italiane, si trasferisce in Sardegna nel 1959, per approfondire gli studi sulla Civiltà punica insieme all'allora Soprintendente alle Antichità Gennaro Pesce.
In collaborazione con l'archeologo Sabatino Moscati, Barreca promuove numerose attività di scavo, tra le quali quelle sul Monte Sirai, a Fluminimaggiore nel Tempio di Antas e nell'isola di Sant'Antioco. Nominato Soprintendente alle attività culturali e ottenuta la docenza di Archeologia punica e fenicia presso l'Università degli Studi di Cagliari, avvia con l'archeologo Giovanni Tore una scuola di ricerca incentrata sugli aspetti culturali e materiali legati alla frequentazione fenicia e punica della Sardegna.
Come dichiarato dallo stesso Barreca, l'intensa attività svolta nell'Isola, in particolare tra il 1958 e il 1983, ha restituito importanti risultati per la ricerca scientifica, quali fondamentali riferimenti a livello nazionale e internazionale nel settore dell'archeologia fenicio-punica. Le ricerche avviate dall'archeologo hanno infatti contribuito a una conoscenza ben più estesa rispetto a tali civiltà, relativamente alle loro diverse manifestazioni (tempi e modi di diffusione nell'isola, espressioni artistiche, artigianato, urbanistica, ingegneria militare, istituzioni civili e religiose, liturgia e rituali funerari) nonché ai rapporti con le civiltà etrusca, greca, romana e nuragica, fino all'integrazione sardo-punica ed alla sua sopravvivenza sin quasi alla fine del mondo antico.
Durante il suo incarico da Soprintendente, promuove la collaborazione di un gran numero di professionisti del C.N.R., della Soprintendenza di Sassari e di altri atenei italiani, principalmente da Roma, Pisa e Bologna, avvalendosi di finanziamenti ottenuti dagli allora Ministeri della Pubblica Istruzione e per i Beni Culturali, nonché dalla Cassa per il Mezzogiorno e dalla Regione Autonoma della Sardegna. L'intensa attività portata avanti nell'Isola non gli impedisce di collaborare ad alcuni importanti progetti di ricerca nel Mediterraneo, tra cui nel 1966 una spedizione in Tunisia sul Capo Bon promossa da Sabatino Moscati e Echmi Sebai e coordinata insieme all'archeologo Mohamed Fantar.
In suo onore è stato intitolato il Museo Archeologico Comunale Ferruccio Barreca di Sant'Antioco, che ospita una ricca collezione di reperti provenienti principalmente dall'isola del Sulcis-Iglesiente. Per celebrare il centenario dalla nascita, la figura dell'archeologo è stata al centro di un Convegno di Studi dal titolo "Ferruccio Barreca tra tutela e ricerca a 100 anni dalla nascita", il 2 e 3 dicembre 2023 presso l'Università degli Studi di Cagliari.

## Attività di scavo in Sardegna
Oltre a numerosi saggi di scavo effettuati in Sardegna tra il 1958 e il 1983, Ferruccio Barreca contribuisce a una serie di scavi sistematici, da lui stesso riassunti in un articolo del 1986 per il Bollettino dell'allora Ministero dei beni e delle attività culturali:
- Cagliari, località Tuvixeddu
- Cagliari, località Castello
- Cagliari, località Villanova
- Cagliari, area portuale
- Cagliari, Tempio-bouleuterion
- Cagliari, Necropoli sud-orientale
- Pula, località Capo di Pula (Antica Nora)
- Domus de Maria, località Torre di Chia (antica Bithia)
- Santadi, località  Pani Loriga
- Narcao, località Strumpu Bagoi
- Sant'Antioco
- Carbonia, località  Monte Sirai
- Fluminimaggiore, località Antas
- Cabras, località San Giovanni di Sinis (Antica Tharros)
- Alghero, località Sant'Imbenia
- Ossi
- Castel Sardo, località Lu Rumasinu
- Tergu
- Olbia
- Villasimius, località Cuccureddus e Porto Giunco
- Senorbì, località Monte Luna
- Pimentel, località S'A qua salida
- Sanluri
- Paulilatino, località Santa Cristina
- Padria, località Is caniles o San Giuseppe
- Florinas, località Cantaru Ena

## Opere
[bibliografia parziale] Ulteriori approfondimenti nella scheda dedicata del Catalogo del Polo regionale SBN Sardegna
- La città punica in Sardegna, Edizioni Abete 1962
- La civiltà di Cartagine, Fossataro 1964
- La civiltà protosarda, Valdès 1972
- Il tempio di Antas e il culto di Sardus Pater, 1976
- La Sardegna fenicia e punica, Soter editrice 1979
- La Sardegna e i Fenici, Edizioni Scheiwiller 1981
- La civiltà fenicio-punica in Sardegna, Carlo Delfino 1986
- L'attività della Soprintendenza archeologica per le province di Cagliari e Oristano (1970-1986), 1986